# Аудофледа
Аудофледа (лат. Audophleda) — дочка короля франків Хільдеріка I та сестра Хлодвіга I.
Близько 493 вийшла заміж за короля остготів Теодоріха Великого. Цей шлюб дозволив Теодоріху укласти союз із франками, а видавши своїх дочок заміж за королів бургундів, вандалів і вестготів, він поріднився з усіма правителями найбільших варварських королівств заходу.
У Теодоріха та Аудофледи була єдина дочка — Амаласунта, яка згодом у 526-534 як королева-регент правила королівством остготів.